# Steven Culp
Steven Bradford Culp (3 de diciembre de 1955) es un actor de cine y televisión estadounidense, conocido por su papel como Rex Van de Kamp en Desperate Housewives y el agente Clayton Webb en JAG.

## Primeros años
Culp nació en La Jolla, San Diego, California, de un padre oficial de la Marina. Durante su niñez, sus padres se divorciaron y su madre, nacida en Ohio, Mary Ann Joseph, se casó nuevamente con John Raymond Grabinsky. Era cuñado del cantante americano Bryan Harvey , quien junto con su esposa Kathryn Harvey (de soltera, Grabinsky), media hermana del actor, murió víctima de un homicidio en enero de 2006. Culp asistió a la First Colonial High School, en Virginia. Se graduó en The College of William and Mary en 1978 y estudió en la Universidad de Exeter, en Reino Unido. Obtuvo un MFA de la Universidad Brandeis en 1981.

## Carrera
Culp puede ser visto en uno de sus primeros papeles como el malvado Robert Campbell en Jason Goes to Hell: The Final Friday. Culp es conocido por sus papeles recurrentes como el agente de la CIA Clayton Webb en JAG y Hayes en Star Trek: Enterprise. Durante el año 2004, Steven se convirtió en el primer actor que apareció como personaje recurrente en cuatro series simultáneamente: The West Wing, Star Trek: Enterprise, JAG, y ER.
Culp ha interpretado a Robert F. Kennedy dos veces: en la película Trece días y, anteriormente, en Norma Jean & Marilyn. También fue el comandante Martín Madden en Star Trek: némesis. 
Otras actuaciones suyas incluyen como Richard Stewart en Family Album, U.S.A. También tuvo un papel como Peter Drummond en How to Make a Monster. Interpretó a Rex Van de Kamp, esposo de Bree Van de Kamp (Marcia Cross en la serie Desperate Housewives. Su personaje fue asesinado al final de la temporada. Sin embargo, hizo apariciones en flashbacks. También fue el republicano Jeff Haffley en The West Wing. 
Se lo ha visto en la serie NCIS como el comandante William Skinner. También apareció en un episodio de Medium, en uno de The Mentalist y, como Thomas Foran, en The Chicago 8.